# Las noches de la luna llena
Las noches de la luna llena (original en francés "Les nuits de la pleine lune") es una película francesa dirigida por Éric Rohmer, publicado 29 de agosto de 1984. Esta es la cuarta entrega de la serie Comedias y Proverbios (una secuencia de películas de Rohmer sobre personas con la ilusión de mejorar su vida que encuentran obstáculos imprevistos). Se ilustra el proverbio de la región de Champaña (en realidad inventado desde cero por el propio Rohmer): "El que tiene dos mujeres pierde su alma, el que tiene dos casas pierde su razón."

## Sinopsis
Louise, que sale poco a poco de su relación con Remi, decide alquilar un estudio en el centro de París para probar su nueva libertad. A lo largo de la película, Louise juega peligrosamente con los sentimientos de las personas que cruzan su camino. Su compañero, Remi, es el primero en sufrir. Sin embargo, Louise descubre que ella misma no está contenta con sus aventuras amorosas, y vuelva a la casa que comparte con Remi en las afueras de París, para reconciliarse con él. Remi, mientras tanto, se ha enamorado con una amiga de Louise que puede ser la clave a su propia felicidad. La película termina con Louise, organizando una reunión con un amigo; Octave, cuyo amor rechazó anteriormente.

## Pascale Ogier
La actriz que interpretó a Louise, Pascale Ogier, ganó el premio de mejor interpretación femenina en la Mostra de Venecia de 1984 por su papel en la película. Murió ese mismo año como resultado de un infarto (a los 25 años), que podría haber sido provocado por el uso de las drogas.
- Datos: Q2000541